# Teatro Brasileiro de Comédia
O Teatro Brasileiro de Comédia (TBC) é um teatro brasileiro, localizado no bairro da República, região central de São Paulo. Foi construído e inaugurado em 1948, por iniciativa do industrial italiano Franco Zampari, com o apoio financeiro de parte da elite paulistana.
No período que se sucedeu a sua inauguração, até 1964, o TBC foi a sede de uma companhia teatral homônima, que nasceu com o objetivo de ser um espaço para o teatro amador da cidade de São Paulo. Após o encerramento das atividades da companhia, o Teatro continuou a receber apresentações teatrais até 2008, quando fechou as portas para o público.
Sua edificação arquitetônica é multiplamente protegida pelos órgãos de proteção ao patrimônio histórico: foi tombada em 1982, pelo Condephaat, órgão de preservação do Estado de São Paulo, decisão reconhecida em 1991, pelo Conpresp, órgão municipal de preservação da cidade de São Paulo, e reforçada em 2002, quando a rua Major Diogo, onde o TBC está localizado, foi incluída no processo que reconheceu como patrimônio histórico e cultural todo o bairro da Bela Vista.
Entre os artistas que se apresentaram no Teatro, estão Cacilda Becker, Paulo Autran, Cleyde Yáconis e Fernanda Montenegro. O terreno foi desapropriado em 2008 pela Funarte, que o adquiriu com o objetivo de providenciar sua reabertura ao público, com reinauguração prevista para 2013.

## História

### Fundação
O Teatro Brasileiro de Comédia, conhecido como TBC, foi fundado em 1948, por Franco Zampari, um engenheiro das renomadas Indústrias Matarazzo, com o apoio financeiro da burguesia paulistana. Nascido em 1898, na cidade de Nápoles, no sul da Itália, ele imigrou para o Brasil em 1922, casando-se com Débora Prado Marcondes, proveniente de uma tradicional família paulistana.
Antes mesmo da fundação do TBC, Zampari, que detinha duas cadeiras no Teatro Municipal de São Paulo, passou a se dedicar à atividade teatral a partir de 1945, quando escreve, produz e apresenta, no quintal de sua casa, a peça A Mulher de Braços Alçados. Agora próximo ao movimento de teatro amador da capital paulista, ele e os companheiros alugam um edifício, um velho casarão, na rua Major Diogo, e o reformam, para abrigar uma infraestrutura de carpintaria e iluminação. Inaugurado após quatro meses, em 11 de outubro de 1948, o TBC detinha uma estrutura "de luxo" para a época, com "duas salas de ensaio, uma sala de leitura, oficina de carpintaria e marcenaria, almoxarifados para cenografia e figurinos, além de modernos equipamentos de luz e som".
A abertura do Teatro foi comemorada com a apresentação de duas encenações, La Voix Humaine, de Jean Cocteau, monólogo declamado em francês pela atriz Henriette Morineau, e A Mulher do Próximo, de Abílio Pereira de Almeida. A inauguração do TBC trouxe aos palcos uma atriz que viria a ser um dos principais nomes da história do teatro no Brasil, Cacilda Becker.

### A compannhia
A partir de 1949, Franco Zampari decide que a companhia, que começou com o teatro amador, precisa se profissionalizar para poder gerar recursos e se manter. . Para tanto, contrata um grupo de encenadores estrangeiros, com destaque para o também italiano Adolfo Celi, que se tornou o primeiro diretor artístico do TBC. Celi dirigiu a primeira montagem do grupo considerada profissional, uma apresentação de Nick Bar... Álcool, Brinquedos, Ambições, escrita pelo dramaturgo estadunidense William Saroyan. O Teatro Brasileiro de Comédia passou a contar, nos anos seguintes, com um grupo de atores que viriam a ser alguns dos principais nomes do teatro brasileiro, como Sérgio Cardoso, Paulo Autran, Tônia Carrero, Cleyde Yáconis, Cacilda Becker, Walmor Chagas, Nydia Licia, Fernanda Montenegro e Fernando Torres (ator), entre outros.
Os primeiros sinais de crise da companhia vieram em 1956 e tem, como possíveis razões apontadas, produções muito caras com baixo retorno financeiro e a saída de parte considerável dos principais integrantes para montarem companhias próprias, incluindo o próprio diretor artístico Adolfo Celi, que se juntou em sociedade com Paulo Autran e Tônia Carrero. Para o lugar dele, acabou sendo escolhido Maurice Vaneau, diretor belga que conheceu o TBC durante uma visita do Teatro Nacional da Bélgica ao Brasil em 1955.
Os anos seguintes representam uma fase de altos e baixos do conjunto, mas o teatro conquista, sob a direção de Vaneau, alguns sucessos consideráveis, como as montagens de A Casa de Chá do Luar de Agosto, de John Patrick, e Gata em Teto de Zinco Quente, de Tennessee Williams. Em 1957, já sob uma nova direção, de Alberto D'Aversa, se destaca a apresentação do texto Rua São Luís, 27 - 8º andar, de Abílio Pereira de Almeida.
Mesmo em dificuldades, o Teatro Brasileiro de Comédia recebe homenagens em 1958, por conta dos seus dez anos de atividade, como o Prêmio Saci e o prêmio da Associação Paulista de Críticos Teatrais (APCT). Pessoalmente, Franco Zampari é agraciado com o Título de Cidadão Paulistano e com a Taça de Ouro do Sindicato dos Jornalistas Profissionais do Estado de São Paulo.
Criada um ano depois do TBC, a Companhia Cinematográfica Vera Cruz, outro empreendimento de Zampari e uma das primeiras produtoras audiovisuais do Brasil, acaba se tornando um problema para a companhia teatral, uma vez que, deficitária, passa a receber o pouco lucro que esta dava àquele momento. A crise financeira da época foi contornada com a ajuda do Estado de São Paulo mas, em 1960, Franco Zampari decide entregar a direção para uma administradora jurídica, chamada de Sociedade Brasileira de Comédia, e a direção artística para Flávio Rangel, primeiro brasileiro a ocupar a função. Com a mudança, iniciou-se o que período que ficaria conhecido como a "fase nacionalista" do Teatro Brasileiro de Comédia, que teve, como primeira montagem a encenação da peça O Pagador de Promessas, do dramaturgo Dias Gomes.
Em 1962, a companhia tem sua direção artística reassumida por Maurice Vaneau, que, a essa altura, já havia pedido o direito à cidadania brasileira. Em uma tentativa de ampliar o alcance dos textos a todas as classes sociais, ele convidou autores populares da época, como Jorge Andrade, Manuel Bandeira, Carlos Drummond de Andrade e José Lins do Rego para escreverem peças para o Teatro. Foi de autoria de Jorge Andrade a última peça encenada pela companhia, Vereda Salvação, em 1964. Sem conseguir driblar as constantes crises financeiras, o Teatro Brasileiro de Comédia encerrou a sua atuação, enquanto companhia, naquele mesmo ano. Após esta mudança, o TBC continuou, sob direção da Sociedade Brasileira de Comédia, como teatro autônomo, recebendo várias montagens e apresentações até o fechamento, em 2008

### A Escola de Arte Dramática (EAD)
A Escola de Arte Dramática da Universidade de São Paulo popularmente conhecida como EAD é uma das principais escolas de Teatro da América Latina e foi fundada em 1948 no último andar do Teatro Brasileiro de Comédia (TBC) sob a coordenação de Alfredo Mesquita, e contava com professores como Cacilda Becker.

## Arquitetura

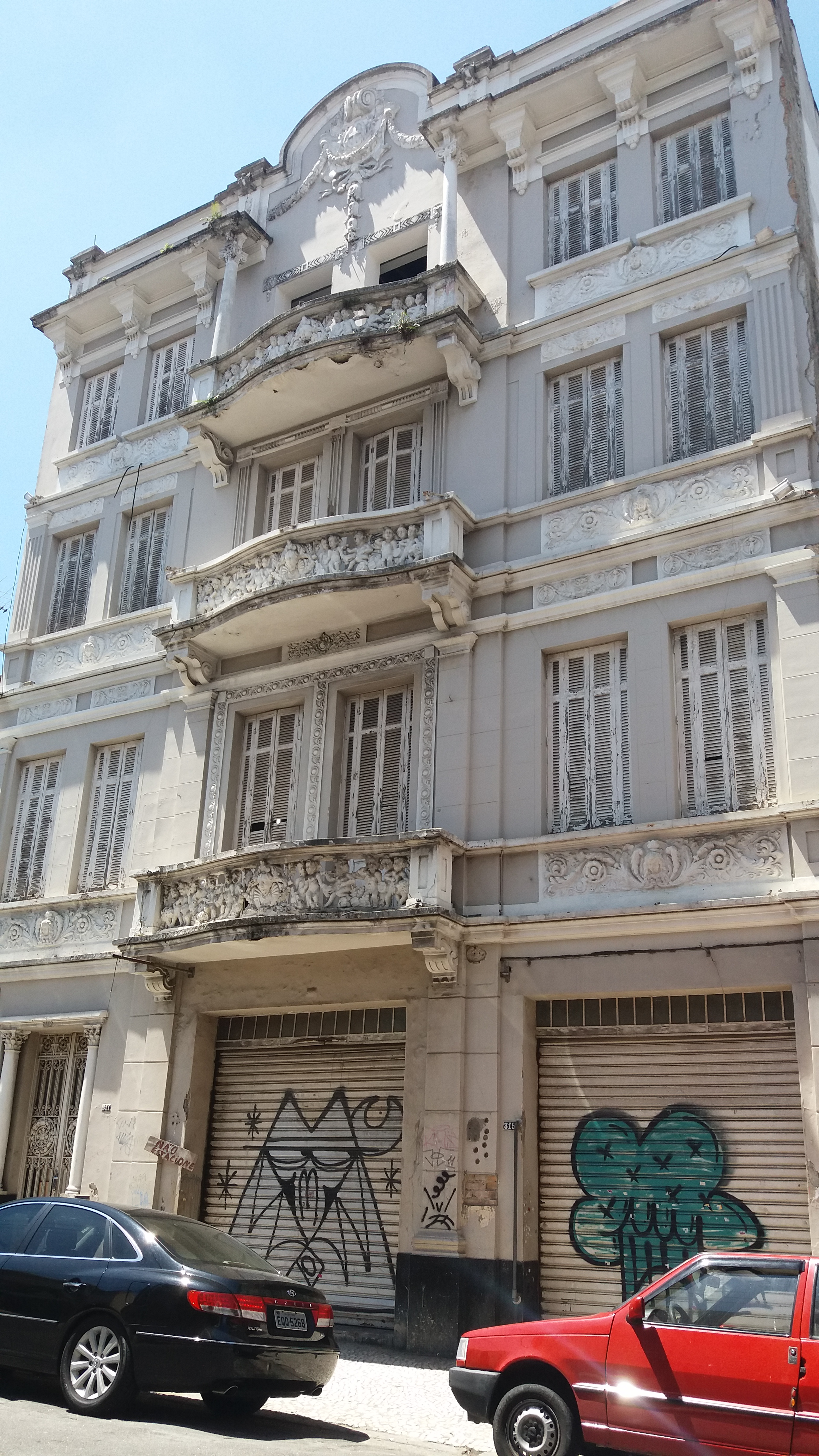
Estrutura do TBC é composta por quatro pavimentos e um subsolo

A estrutura arquitetônica que abrigou o Teatro Brasileiro de Comédia, localizada no nº 315 da rua Major Diogo, na Bela Vista, é identificada como um pequeno prédio composto por um pavimento térreo e três pavimentos superiores, em um total de quatro pavimentos, e um subsolo, em uma construção realizada a partir do método de alvenaria de tijolos.
Reformando a partir da garagem do edifício original, o edifício, depois de inaugurado em 1948, ficou dividido da seguinte forma: os pavimentos térreo e superior abrigam o palco principal, a marcenaria, o salão de ensaios, a platéia, superior e inferior, e um par de sanitários destinados ao público, enquanto o primeiro pavimento era composto, basicamente, por uma área descoberta. No segundo ficava localizado outro palco, com projeção de arco, o poço de iluminação e ventilação e outros sanitários.
O terceiro pavimento era menor e não tinha acesso do público, já o subsolo abrigava o terceiro palco com plateia da edificação, o hall, uma segunda sala de ensaios, o controle de iluminação do Teatro, o depósito, outro sanitário e a caixa de água subterrânea. Um aspecto importante e inovador da estrutura do TBC, no que diz respeito à arquitetura de construções teatrais, é a existência de toda uma oficina, espaços para ateliê, guarda-roupa, marcenaria e arquivo no próprio Teatro.

## Significado Histórico e Cultural

### Marco na história da arte dramática

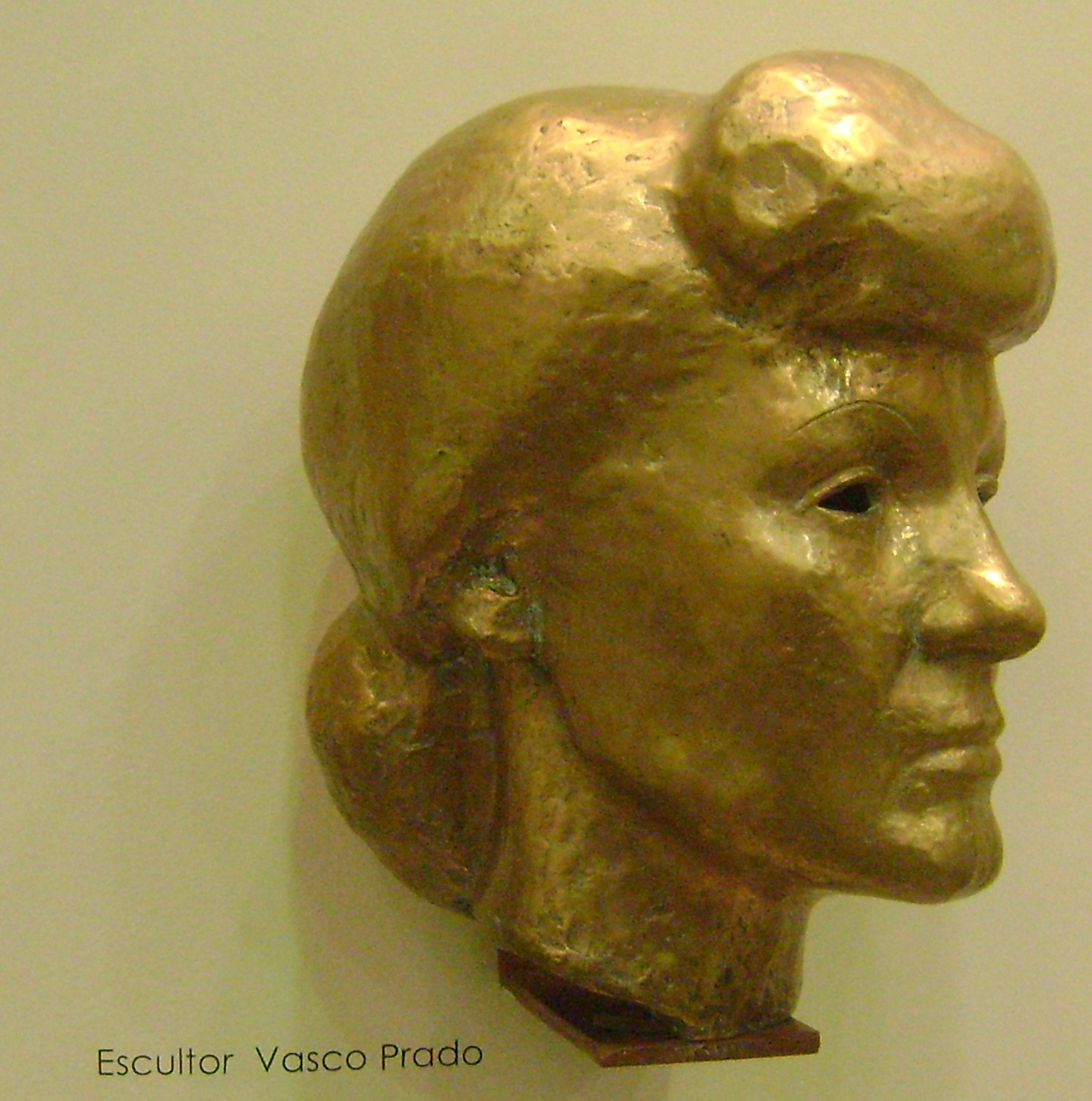
Busto da atriz Cacilda Becker, um dos maiores nomes do teatro brasileiro e estrela do TBC

Diferente do que ocorria no teatro brasileiro até então, o Teatro Brasileiro de Comédia, apesar de ter sido tido sua administração centrada na figura de Franco Zampari, inovou por não girar em torno de poucos atores ou atrizes e por buscar, em uma fase de profissionalização do teatro brasileiro, artistas de renome internacional para a sua direção.
O conhecimento trazido ao país por esses profissionais, sobretudo diretores, junto com um rigor estético e técnicas que nunca haviam sido praticadas por aqui, teve um papel essencial no desenvolvimento da atividade teatral no país. O TBC foi o embrião para algumas das principais iniciativas que viriam no Brasil na sequência, como o Teatro Oficina, o Teatro de Arena e as companhias de Cacilda Becker; Tônia Carrero, Adolfo Celi e Paulo Autran; e de Nydia Lícia e Paulo Autran.
Também são consideradas inovações artísticas do Teatro, além da profissionalização e da estrutura física da construção, união entre divertimento e cultura, com a preocupação com rendimentos e bilheteria e a formação do ator para a dedicação ao espetáculo e para se submeter condução cênica do diretor.

### Ponto
O pedido de tombamento do Teatro Brasileiro de Comédia foi protocolado em 1979, junto ao Condephaat, órgão estadual de preservação do patrimônio histórico, pela Associação Paulista de Críticos de Arte, e aceito em 1982, através da Resolução nº 63, publicada no Diário Oficial em 22 de outubro daquele ano. A decisão contemplou as quadras compreendidas pelas ruas São Domingos, Catorze de Julho e Jaceguai, nas quais fica expressamente proibida a construção de novas edificações de altura superior ao prédio que abriga o TBC.
Apesar de ter apresentado inovações na estrutura arquitetônica de um teatro e por ter recebido uma estrutura invejável para a época, o relato registrado no Livro do Tombo do Estado esclarece que as razões para o tombamento são, antes de estruturais, históricas e culturais.
"Este pequeno prédio era originalmente um edifício comercial ocupado, segundo dizem, por laboratório. Apesar de ser uma típica construção da Bela Vista, da década de 20 ou 30, não apresenta, isoladamente, interesse arquitetônico que justifique seu tombamento. Porém, foi inscrito no Livro do Tombo do Estado, por ter abrigado desde 1948 - no espaço ocupado por uma antiga garagem - o Teatro Brasileiro de Comédia. Este sim, um importante marco na história da arte dramática no nosso país".
Posteriormente, o tombamento foi reconhecido "ex-officio", sem alterações, pelo respectivo órgão municipal, o Conpresp, pela Resolução nº 05, de 1991, em que a instância municipal confirmou a preservação, para os critérios e benefícios conferidos pela Prefeitura de São Paulo, de 89 edificações já protegidas anteriormente no Estado.
A proteção ao em torno foi, mais uma vez, reforçada com a decisão do Conpresp, publicada na Resolução nº 22, de dezembro de 2002, que tombou todo o bairro da Bela Vista, distrito da região central da cidade, onde se localiza a rua Major Diogo e o TBC. Na prática, a decisão implica que em toda a região de abrangência, entre outras coisas, reformas, seja em espaços públicos, imóveis públicos ou privados, só poderão ser feitas após a autorização do Conselho e do Departamento do Patrimônio Histórico.

## Estado Atual

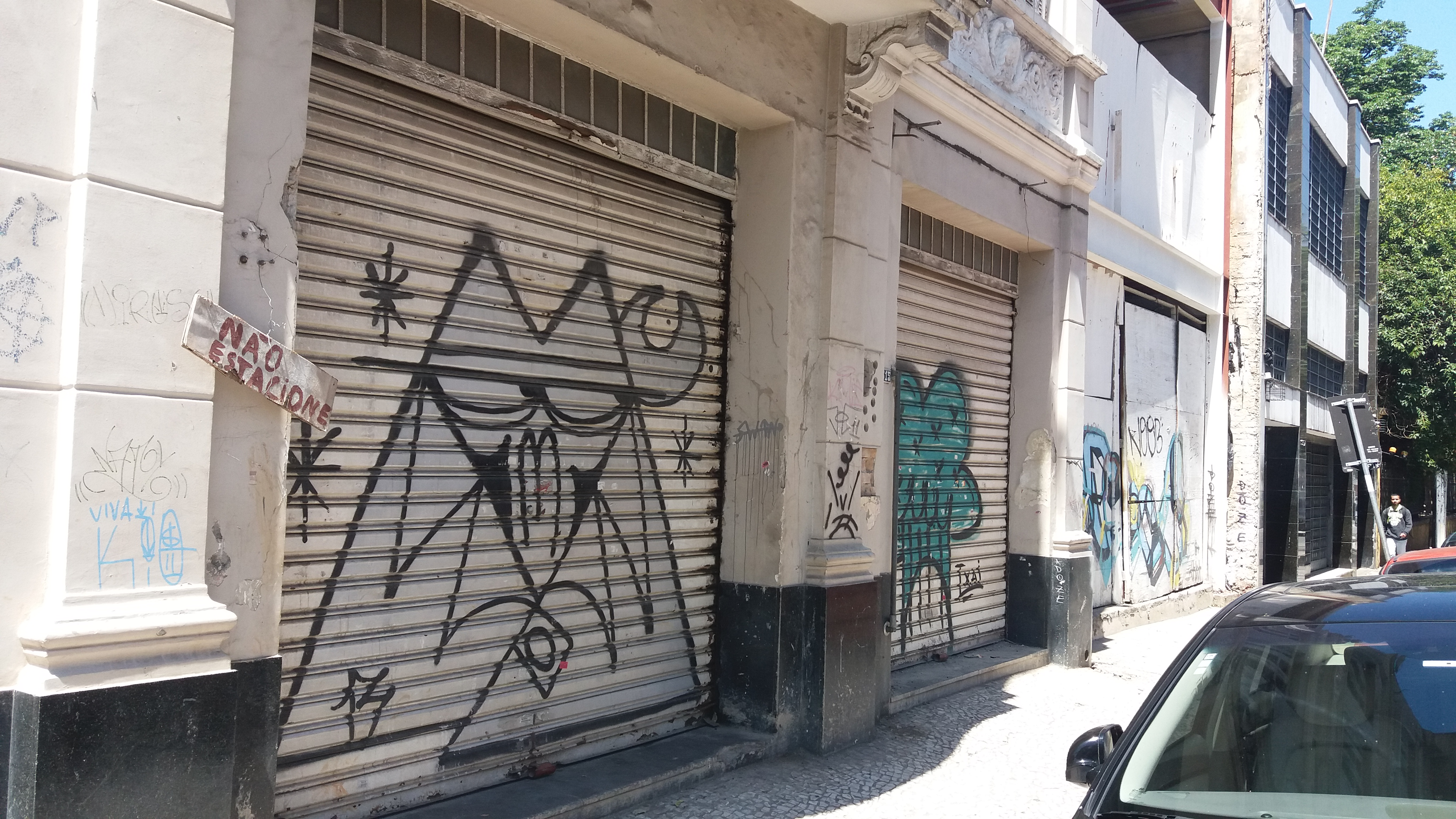
Com o fechamento do teatro, a frente do TBC passou por pichações nos últimos anos.

No final de 2008, pouco tempo depois do fechamento do TBC ao público, a Fundação Nacional de Artes tomou a decisão de desapropriar o imóvel, com fins de reformá-lo e reabri-lo ao público. A expectativa, à época, é que o empreendimento custasse entre R$ 1,5 milhão e R$ 2 milhões aos cofres públicos.
À época, Sérgio Mamberti, então presidente da Funarte, declarou ao jornal Folha de S.Paulo que as obras estruturais começariam em 2010. A entidade pública também teria executado projetos de desratização e descupinização. A reportagem divulgou que haviam poças de água, falta de energia elétrica, iluminação, entulho e extintores de incêndio vencidos dentro do Teatro.
A Funarte também enfrentava um processo judicial movido pela empresária Magnólia do Lago, proprietária do imóvel entre  1982 e 2008, que alegava ter direitos sobre as marcas "Teatro Brasileiro de Comédia" e "TBC", cobrando quase R$ 7 milhões de indenização do órgão, que alegava possuir tais direitos. Em fevereiro de 2013, a entidade prometeu a reabertura para o mês de outubro daquele ano, anunciando um novo investimento de R$ 13 milhões na reforma da estrutura. A reforma do teatro está praticamente pronta, porém a Funarte ainda está em busca de recursos financeiros para finalizar a estrutura interna do local. 
Em 2017, foi anunciado pelo Ministério da Cultura que o teatro seria concedido à iniciativa privada até o fim do ano.

## Revitalização pelo SESC
Conversas iniciais em 2016 com Marcelo Calero, à frente do Ministério da Cultura do governo Michel Temer, sugeriam o comando do tetro pelo SESC. Humberto Braga, presidente da Funarte, e seu sucessor, Stepan Nercessian, levaram adiante as negociações. Dado o início do governo Jair Bolsonaro, em 2019, as relações entre Funarte e Sesc esfriaram. Mas com a chegada de Tamoio Marcondes no primeiro semestre de 2021 ao comando da Funarte, tornando-se o sexto presidente da fundação ao longo dos anos Bolsonaro, a parceria foi retomada. O contrato fechado com a Funarte prevê a ocupação do TBC pelo Sesc durante 35 anos, sujeitos à renovação. Neste período, passará a ser chamado de Sesc TBC. A previsão do valor das reformas será de cerca de R$ 30 milhões, incluindo novos espaços, como é praxe nessas unidades. Haverá ainda espaços para crianças e para a prática de ginástica.